# Championnats du monde de patinage de vitesse sur piste courte 2009
Navigation
Édition précédente Édition suivante
Les Championnats du monde de patinage de vitesse sur piste courte se sont déroulés à Vienne en Autriche entre le 6 mars 2009 et le 8 mars 2009. L'évènement est géré par l'Union internationale de patinage.
Il y a douze épreuves au total : six pour les hommes et six pour les femmes. Les différentes distance sont le 500 mètres, 1 000 mètres, 1 500 mètres, le 3 000 mètres, le relais de 3 000 mètres (5 000 mètres pour les hommes) et un titre décerné au meilleur patineur sur l'ensemble des épreuves.

## Palmarès
| Épreuves        | Or                    | Argent                 | Bronze                |
| --------------- | --------------------- | ---------------------- | --------------------- |
| Hommes          |                       |                        |                       |
| 500 m           | Charles Hamelin (CAN) | Kwak Yoon-Gy (KOR)     | Olivier Jean (CAN)    |
| 1 000 m         | Lee Ho-Suk (KOR)      | Apolo Anton Ohno (USA) | J.R. Celski (USA)     |
| 1 500 m         | Lee Ho-Suk (KOR)      | Kwak Yoon-Gy (KOR)     | J.R. Celski (USA)     |
| 3 000 m         | J.R. Celski (USA)     | Lee Ho-Suk (KOR)       | Charles Hamelin (CAN) |
| 5 000 m relais  | États-Unis            | Chine                  | Japon                 |
| Toutes épreuves | Lee Ho-Suk (KOR)      | J.R. Celski (USA)      | Charles Hamelin (CAN) |
| Femmes          |                       |                        |                       |
| 500 m           | Wang Meng (CHN)       | Liu Qiuhong (CHN)      | Jessica Gregg (CAN)   |
| 1 000 m         | Wang Meng (CHN)       | Kim Min-Jung (KOR)     | Shin Sae-Bom (KOR)    |
| 1 500 m         | Kim Min-Jung (KOR)    | Wang Meng (CHN)        | Shin Sae-Bom (KOR)    |
| 3 000 m         | Wang Meng (CHN)       | Kim Min-Jung (KOR)     | Shin Sae-Bom (KOR)    |
| 3 000 m relais  | Chine                 | Corée du Sud           | Canada                |
| Toutes épreuves | Wang Meng (CHN)       | Kim Min-Jung (KOR)     | Zhou Yang (CHN)       |

## Tableau des médailles
| Rang | Nations      |   |   |   | Total |
| 1    | Chine        | 5 | 3 | 1 | 9     |
| 2    | Corée du Sud | 4 | 7 | 3 | 14    |
| 3    | États-Unis   | 2 | 2 | 2 | 6     |
| 4    | Canada       | 1 | 0 | 5 | 6     |
| 5    | Japon        | 0 | 0 | 1 | 1     |